# Рингілешть
Рингілешть, Рингілешті (рум. Rânghilești) — село у повіті Ботошані в Румунії. Входить до складу комуни Санта-Маре.
Село розташоване на відстані 367 км на північ від Бухареста, 43 км на схід від Ботошань, 60 км на північний захід від Ясс.

## Населення
За даними перепису населення 2002 року у селі проживали 434 особи, з них 433 особи (99,8%) румунів. Усі жителі села рідною мовою назвали румунську.